# Campionati europei di pentathlon moderno 2025
I campionati europei di pentathlon moderno 2025 sono stati la 33ª edizione della competizione. Si sono svolti dal 21 al 17 luglio 2025 a Madrid, in Spagna.

## Podi

### Maschili
| Evento      | Oro                                              | Argento                                                 | Bronzo                                        |
| Individuale | Yuriy Kovalchuk                                  | Mihaly Koleszar                                         | Jean-Baptiste Mourcia                         |
| A squadre   | Ungheria Mihaly Koleszar Andras Gall Balazs Szep | Francia Jean-Baptiste Mourcia Ugo Fleurot Mathis Rochat | Rep. Ceca Matej Lukes Marek Grycz Matous Tuma |
| Staffetta   | Rep. Ceca Matous Tuma Marek Grycz                | Ucraina Danylo Sych Yuriy Kovalchuk                     | Spagna Ivan Liberal Manzanas Pau Salomo       |

### Femminili
| Evento      | Oro                                           | Argento                                               | Bronzo                                                    |
| Individuale | Rebecca Castaudi                              | Emma Whitaker                                         | Blanka Bauer                                              |
| A squadre   | Ungheria Blanka Bauer Blanka Guzi Noemi Eszes | Francia Rebecca Castaudi Coline Flavin Louison Cazaly | Italia Aurora Tognetti Valentina Martinescu Alice Rinaudo |
| Staffetta   | Svizzera Katharina Jurt Florina Jurt          | Rep. Ceca Lucie Hlavackova Katerina Vanova            | Ungheria Noemi Eszes Emma Meszaros                        |

### Misti
| Evento    | Oro                                  | Argento                                    | Bronzo                           |
| Staffetta | Ungheria Mihaly Koleszar Blanka Guzi | Italia Matteo Bovenzi Valentina Martinescu | Francia Leo Bories Coline Flavin |

## Medagliere
| Posiz. | Nazione     | Oro | Argento | Bronzo | Totale |
| ------ | ----------- | --- | ------- | ------ | ------ |
| 1      | Ungheria    | 3   | 1       | 2      | 6      |
| 2      | Francia     | 1   | 2       | 2      | 5      |
| 3      | Rep. Ceca   | 1   | 1       | 1      | 3      |
| 4      | Ucraina     | 1   | 1       | 0      | 2      |
| 5      | Svizzera    | 1   | 0       | 0      | 1      |
| 6      | Italia      | 0   | 1       | 1      | 2      |
| 7      | Regno Unito | 0   | 1       | 0      | 1      |
| 8      | Spagna      | 0   | 0       | 1      | 1      |
| Totale | Totale      | 7   | 7       | 7      | 21     |